# Лопес, Карлос Антонио
Ка́рлос Анто́нио Ло́пес Инсфра́н (исп. Carlos Antonio López Ynsfrán; 4 ноября 1790, Асунсьон — 10 сентября 1862, там же) — парагвайский политик, занимавший пост президента и фактически бывший диктатором Парагвая в период с 1844 до 1862 года. Он несколько ослабил изоляцию страны, стремился модернизировать Парагвай и втянул страну в несколько международных споров.

## Биография
Лопес был сыном бедных родителей индейского и испанского происхождения — Мигеля Сирило Лопеса и Мельчоры Инсфран. После окончания семинарии Сан-Карлос в Асунсьоне он преподавал там, пока её не закрыл диктатор Хосе Гаспар Родригес де Франсия, который пытался ликвидировать высшее образование в стране. Лопес, который женился на девушке из одной из богатейших семей страны, уехал на своё ранчо (estancia).
14 марта 1841 года, через год после смерти Хосе Франсия, Лопес стал членом консулата, управлявшего страной. Он управлял Парагваем согласно Конституции до 1844 года, когда временно отменил конституцию и уволил второго консула, сделав себя диктатором. Провёл национализацию земли, модернизировал армию, проводил политику протекционизма, централизировал экономику, строил дороги. Его реформы превратили Парагвай из самой бедной, в одну из могучих стран Южной Америки.
Несмотря на свою нелюбовь к иностранцам, Лопес пробовал модернизировать экономику страны, поощряя иммиграцию европейских ремесленников и профессионалов с целью развития промышленности и армии. Он был также несколько мягче по отношению к своим политическим противникам, чем его предшественник, и в 1844 году выпустил всех политических заключённых. Он официально отменил рабство и пытки. Жёсткий в отношении католического духовенства, он, однако, пытался улучшить начальное образование.
Лопес установил дипломатические отношения со многими европейскими и американскими государствами, но во время его правления международные отношения Парагвая никогда не были гладкими. Проблемы с США почти привели к войне, кроме того, Лопес вмешался в аргентинскую гражданскую войну 1845—1846 годов, когда аргентинский президент Хуан Мануэль де Росас отказался признать независимость Парагвая.
Его преемником на посту президента Парагвая стал его сын, Франсиско Солано Лопес.
Похоронен в Национальном пантеоне героев в Асунсьоне.